# Olegue (nome)
Olegue (em russo: Олег), Oleh (em ucraniano: Олег), ou Aleh (em bielorrusso: Алег) é um nome próprio do eslavo oriental. O nome é muito comum na Rússia, Ucrânia e Bielorrússia.

## Origens
Olegue deriva do nórdico antigo Helgi (Helge), que significa "sagrado", "sagrado" ou "abençoado". [carece de fontes?] O equivalente feminino é Olga. [carece de fontes?] Embora de origem germânica, "Olegue" não é muito comum fora dos países do Leste Europeu, enquanto "Helge" e "Helga" são nomes comuns na Escandinávia. 

## Pronúncia russa
Олег (Olegue) é pronunciado [ɐˈlʲek] em russo. A pronúncia portuguesa de Olegue é baseada na romanização do russo e ignora quatro características principais da pronúncia russa:
1. A ênfase está na segunda sílaba. No russo falado, o 'O' curto e átono inicial é reduzido para [ɐ], semelhante ao 'a' de 'about'.
2. O 'л' (l) torna-se palatalizado para [lʲ] ─ isto é, ganha uma qualidade semelhante a um 'y', mas ainda é mais aproximado por um 'l' simples do inglês.
3. A letra russa "e" é pronunciada "ye", como em "yellow".
4. O 'г' final (g) é dessonorizado para [k].

## Pronúncia ucraniana
A pronúncia ucraniana do nome 'Олег' é diferente da russa, embora as mesmas letras cirílicas sejam usadas na escrita. O ucraniano 'Олег' é pronunciado [oˈlɛɦ] e se torna 'Oleh' em português de acordo com as regras de transliteração. 

## Ortografia e pronúncia do bielorrusso
Em bielorrusso, o nome é escrito e pronunciado como "Алег" [aˈlʲeɣ], de modo que a primeira letra muda para "A" de acordo com a característica bielorrussa de akannye. A última letra também é pronunciada de forma diferente, o que resulta na transliteração latina 'Aleh'.